# Château de Carisbrooke
Le château de Carisbrooke est un château à motte castrale situé dans le village du même nom, près de Newport, sur l'île de Wight, en Angleterre. C'est à cet endroit que Charles Ier fut emprisonné les mois précédant son procès.

## Histoire ancienne

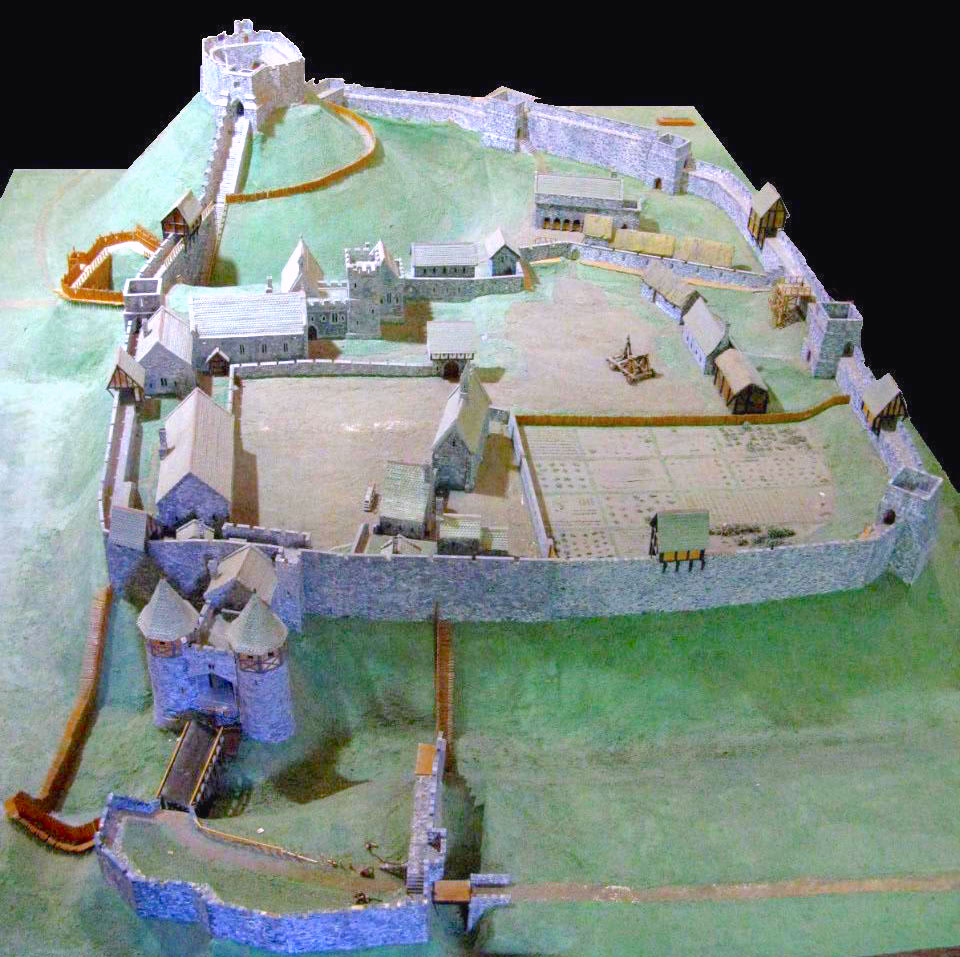
Reconstitution du château au XIVe siècle.

Le site sur lequel se situe le château de Carisbrooke a peut-être été occupé à l'époque préromaine. L'existence d'un mur en ruine suggère qu'il y eut un bâtiment à cet endroit à la fin de l'ère romaine.
La Chronique anglo-saxonne mentionne que Wihtgar, neveu du roi Cynric, mourut en 544, et fut enterré dans ce lieu. Il se peut que les Jutes se soient emparés du fort à la fin du VIIe siècle. Au VIIIe siècle, il y avait une forteresse anglo-saxonne sur ce site.
Vers l'an 1000, un mur fut construit autour de la colline pour servir de rempart contre les raids vikings.

## Histoire récente
À partir de l'an 1100, Carisbrooke appartient à la famille de Richard de Reviers et, pendant les 200 années qui suivent, ses descendants l'améliorèrent en construisant des murs en pierre, des tours et un donjon. Mais, en 1293, la comtesse Isabella de Fortibus, alors dernier membre de la famille Reviers à y résider, le vend à Édouard Ier d'Angleterre. À la suite de cet acte, la direction du château fut confiée à des gouverneurs, représentants de la couronne.
Sous le règne de Richard II, le château fut pris d'assaut par les Français (en 1377) mais sans succès. Il fut sauvé par le héros local Peter de Heyno (en) qui abattit d'un coup de feu le commandant français.
Anthony de Wydville qui devint Lord Scales et plus tard comte de Rivers, obtient des droits de seigneurie en 1467. C'est lui qui crée la porte d'entrée appelée « Woodville Gate », aujourd'hui connue sous le nom de « Entrance Gate ».
Le château fut doté d'un donjon sous le règne d'Henri Ier et, sous le règne d'Élisabeth Ire, alors que l'Invincible Armada était attendue, Sir George Carey le fit entourer d'une fortification pentagonale complexe.
C'est à cet endroit que Charles Ier fut emprisonné pendant quatorze mois avant d'être exécuté en 1649. Par la suite, ses deux plus jeunes enfants furent enfermés dans le château et, la princesse Élisabeth y mourut.
Plus récemment, ce fut le lieu où résida la princesse Béatrice, fille de la reine Victoria, qui occupa la fonction de Gouverneur de l'Île de Wight de 1896 à 1944. Le château est actuellement sous le contrôle de l'English Heritage.
Le château est situé au-dessus et au sud du centre du village de Carisbrooke. On peut accéder à un parc de stationnement en empruntant une route étroite, des feux règlent la circulation car les voitures ne peuvent se croiser. À partir du 20 décembre 2009, les transports publics ont cessé de desservir l'entrée du château. Cependant, le rare service de bus appelé "route 6" s'arrête tout près.
Selon les chiffres publiés par un institut chargé de communiquer le taux de fréquentation des lieux publics les plus visités (Association of Leading Visitor Attractions), environ 120 000 personnes ont visité le château de Carisbrooke en 2010.

## Description
Le château de Carisbrooke était le plus fortifié de l'île. Bien que l'on puisse l'observer de loin, il ne domine pas la campagne comme le font beaucoup d'autres.
Il existe des traces qui témoignent de l'existence d'un fort romain au-dessous des bâtiments plus récents.
Soixante-et-onze marches conduisent au donjon avec, au sommet, une belle vue comme récompense. Au centre de l'enceinte du château se situent les bâtiments réservés aux domestiques. Ils datent essentiellement des XIIIe et XVIe siècles pour les parties supérieures. Certains d'entre eux sont en ruine, mais les pièces principales ont été utilisées comme résidence officielle du gouverneur de l'île de Wight jusqu'aux années 1940 et elles sont encore en bon état.
L'entrée principale (The Great Hall), la pièce principale (The Great Chamber) et plusieurs autres plus petites sont ouvertes au public. Plus haut, une pièce abrite le musée de l'Île de Wight. La plupart des pièces sont meublées mais ce sont généralement les cheminées et autres éléments caractéristiques de ces pièces qui génèrent le plus d'intérêt.

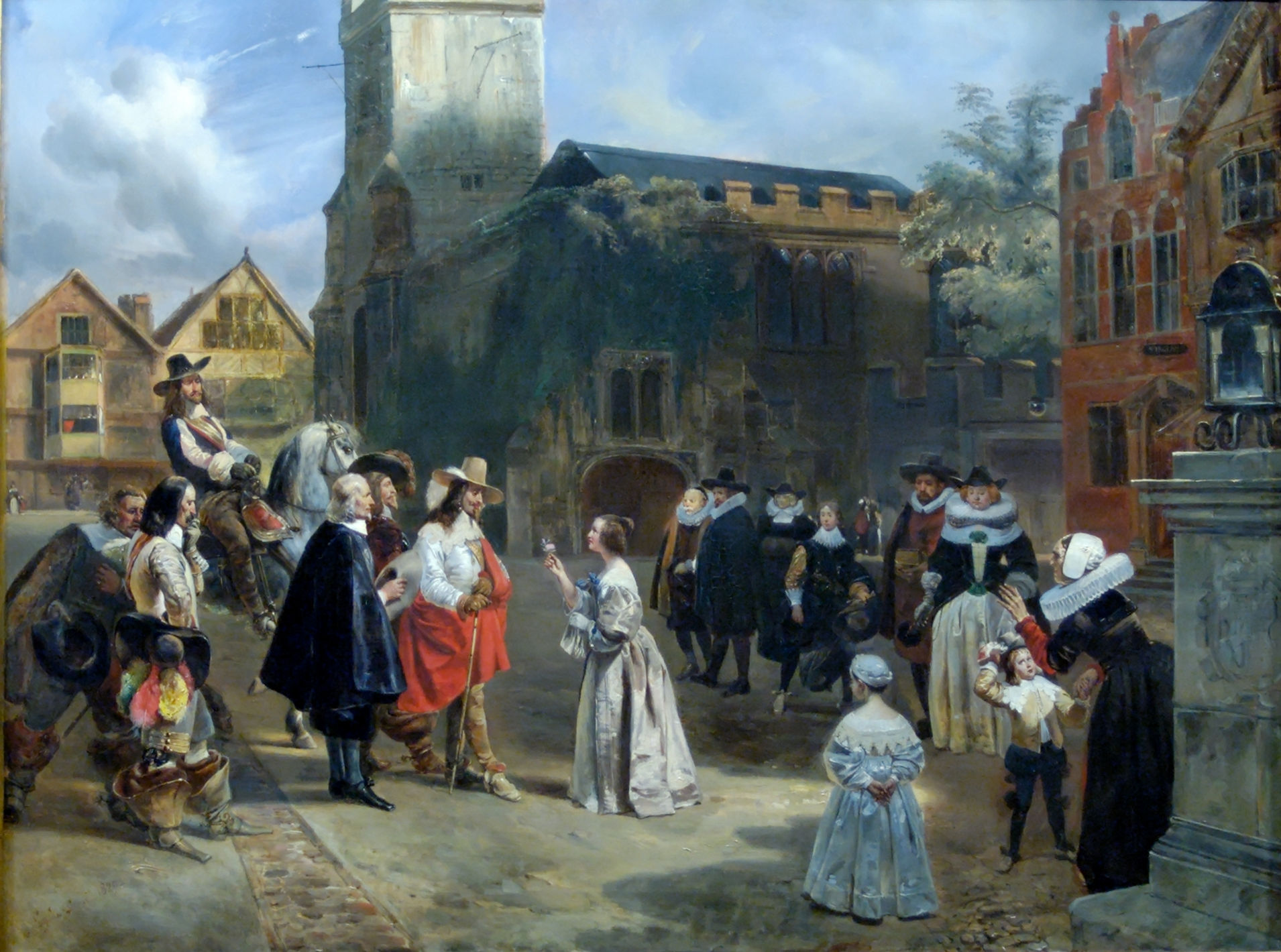
Charles Ier recevant une rose des mains d'une jeune fille, au moment où il est conduit prisonnier au château de Carisbrooke, pour être bientôt condamné et exécuté. 1829. Par Eugène Lami

L'un des sujets principaux du musée est le roi Charles Ier. Il tenta de s'échapper du château en 1648 mais fut incapable de passer au travers des barreaux de sa fenêtre.
Le nom de ce château trouve un écho très différent de l'autre côté de la planète. Ce fut à la suite de sa visite que James Macandrew, l'un des fondateurs de la ville néo-zélandaise de Dunedin, appela sa propriété "Carisbrook". Le nom de cette dernière fut plus tard utilisé pour faire référence au lieu principal qui accueille les événements sportifs se déroulant à Dunedin.

### L'entrée principale

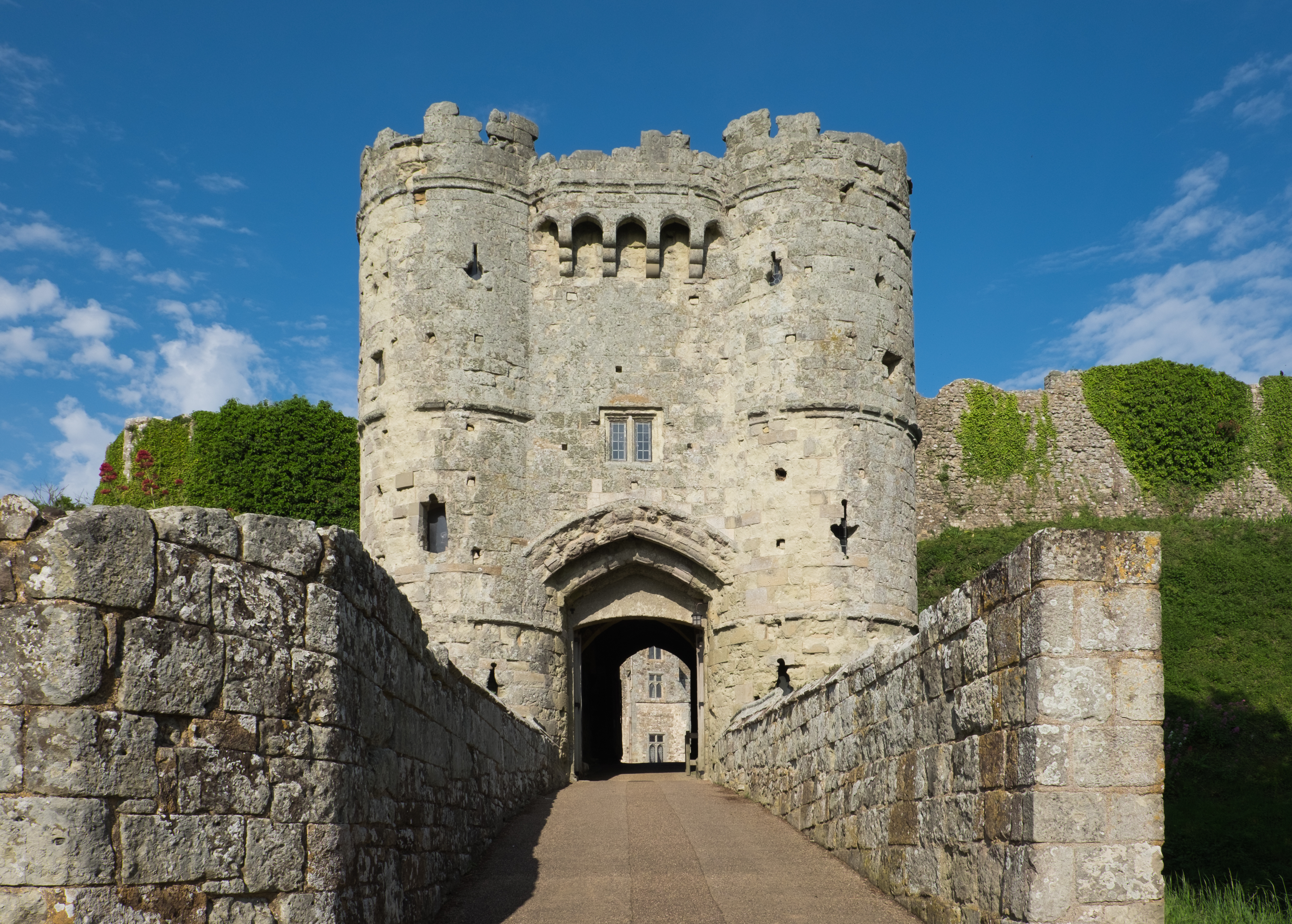
L'entrée principale.

La Tour située à l'entrée du château fut érigée par Anthony Woodville qui fut lord du château en 1464.

### La chapelle
La chapelle est située à côté de l'entrée principale. En 1904, la chapelle de St Nicholas qui se trouve à l'intérieur du château fut rouverte et à nouveau consacrée, après avoir été reconstruite pour commémorer la mémoire de Charles Ier. À l'intérieur des murs, on trouve un puits d'environ 61 m de profondeur (200 pieds) et, un autre au centre du donjon, est censé être encore plus profond.

### La pièce du puits
Près des bâtiments réservés au personnel du château se trouve la pièce du puits dont la roue est actionnée par un âne. Ce sont ces mêmes animaux qui encore aujourd'hui font fonctionner cette roue qui attire une large attention du public et crée ainsi de longues files d'attente.
Le puits est également connu comme étant l'endroit où est caché le diamant de Mohune dans Moonfleet, le roman d'aventure de John Meade Falkner paru en 1898. Dans son ouvrage Inferior Religions, publié en 1917, l'auteur Wyndham Lewis qui a passé son enfance sur l'île de Wight, cite le système du puits de Carisbrooke dont la roue est actionnée par l'âne comme l'illustration même de la manière dont les machines imposent un mode de vie aux êtres humains.

### La pièce du gardien
La pièce du gardien est grande et est située dans la partie médiévale du château. Ce fut à cet endroit que Charles Ier demeura lorsqu'il était emprisonné dans le château et, la princesse Béatrice l'utilisait comme salle à manger. C'est ici que se trouvent maintenant le lit de Charles Ier et l'importante collection de têtes de cerfs ou d'antilopes de la reine Béatrice. Il y a encore très peu de temps, cette pièce était utilisée comme le centre éducatif du château.

### Les terrassements
Tout autour du château se trouvent d'importants ouvrages de terre, dessinés par l'italien Federigo Giambelli (en) et commencés l'année précédant l'arrivée de l'invincible Armada. Ils furent achevés dans les années 1590. Sur la porte extérieure, on peut lire la date de 1598 et on peut voir le blason d'Élisabeth Ire.

### Un appartement de vacances
En 2007, la « Commission des édifices et monuments historiques pour l’Angleterre » (English Heritage) a ouvert un appartement de vacances à l'intérieur du château après avoir aménagé d'anciennes pièces où résidait le personnel. Cet appartement est situé au-dessus du musée près de la pièce dans laquelle le roi était retenu prisonnier et est actuellement loué à long terme par le personnel travaillant pour cette Commission. Contigu à l'appartement se trouve un balcon traversant la pièce où le roi était emprisonné.

## Source
- (en) Cet article est partiellement ou en totalité issu de l’article de Wikipédia en anglais intitulé « Carisbrooke Castle » (voir la liste des auteurs).